# Wieniawski / Shostakovich
Wieniawski, Shostakovich – wspólny album południowokoreańskiej skrzypaczki Bomsori Kim i Orkiestry Symfonicznej Filharmonii Narodowej pod dyrekcją Jacka Kaspszyka z koncertami skrzypcowymi Henryka Wieniawskiego i Dmitrija Szostakowicza, wydany 27 października 2017 przez Warner Music Poland. To debiut płytowy Bomsori Kim, laureatki konkursu im. H. Wieniawskiego w Poznaniu. Album nominowano do Fryderyka 2018 w kategorii Album Roku Muzyka Symfoniczna i Koncertująca.

## Lista utworów

### Violin Concerto No. 2 in D Minor, Op. 22 -Henryk Wieniawski
- 1. I. Allegro moderato [12:30]
- 2. II. Romance. Andante ma non troppo [5:00]
- 3. III. Allegro con fuoco - Allegro moderato (à la Zingara) [6:24]

### Violin Concerto No. 1 in A Minor, Op. 77 -Dmitri Shostakovich
- 4. I. Nocturne. Moderato [13:07]
- 5. II. Scherzo. Allegro [6:51]
- 6. III. Passacaglia. Andante [14:09]
- 7. IV. Burlesque. Allegro con brio - Presto [5:13]